# Medaglia commemorativa dell'Unità d'Italia
Il Risorgimento italiano fu celebrato da una serie di medaglie istituite dai tre sovrani che si succedettero durante il lungo processo di unificazione della penisola: la medaglia commemorativa delle campagne delle guerre d'indipendenza e le diverse versioni della medaglia commemorativa dell'Unità d'Italia, che furono concesse dal Regno d'Italia a quanti avevano partecipato alle operazioni belliche che portarono all'indipendenza italiana e, successivamente, a tutti coloro che avevano partecipato alla prima guerra mondiale, in quanto fu in quella occasione che tradizionalmente si completò l'unità italiana con l'annessione del Trentino, della Venezia Giulia e dell'Istria.
Infine la medaglia fu conferita anche ai partecipanti all'impresa di Fiume ed alla marcia su Roma.

## Vittorio Emanuele II di Savoia
Con l'intento di celebrare quanti avevano preso parte alle battaglie che avevano portato, nel 1861 alla costituzione del Regno d'Italia, Vittorio Emanuele II con regio decreto n. 2174 del 4 marzo 1865 istituì la medaglia commemorativa delle Guerre combattute nel 1848, 1849, 1859, 1860 e 1861 per l'indipendenza e l'unità d'Italia e la concesse a tutti coloro che avevano combattuto nella prima guerra di indipendenza del 1848-49, nella seconda guerra di indipendenza del 1859 e nella spedizione dei Mille, definita "campagna per l'Italia Meridionale", del 1860-61.
Tutti i militari di truppa ricevettero gratuitamente la medaglia e le relative fascette; per gli altri fu costituita una commissione incaricata di esaminare i titoli che davano diritto alla medaglia accompagnata da una o più fascette.
La medaglia andava portata con un nastro sul quale venivano applicate tante fascette d'argento quante erano le campagne cui si era partecipato.
Il decreto stabiliva che la medaglia non poteva cumularsi con qualsiasi altra medaglia nazionale istituita per lo stesso titolo, fatta eccezione per quella dei Mille del comune di Palermo.
La concessione di questa medaglia venne poi estesa a quanti avevano partecipato alla Terza guerra d'indipendenza del 1866 ed alla presa di Roma del 1870, successivamente ebbero diritto alla medaglia anche coloro che avevano partecipato alla Guerra di Crimea (1855-56) ed all'impresa dell'Agro Romano nel 1867.

### Insegne

#### Medaglia
La medaglia consiste in un disco d'argento, del diametro di 32 mm e lo spessore di 1 mm, sospeso ad un anello, con
sul dritto:il volto del sovrano rivolto verso sinistra, attorniato dalla legenda "Vittorio Emanuele II Re d'Italia". Su alcuni modelli, sotto il collo del re si trova la firma dell'incisore: "Canzani", "Cassina" o altri;
sul rovescio:figura femminile panneggiata con corona turrita (personificazione dell'Italia) che regge con la mano destra una lancia che esce da un ramo di alloro e con la mano sinistra si appoggia ad uno scudo sabaudo; all'ingiro (da ore 8 a ore 4) la scritta "Guerre per l'Indipendenza e l'Unità d'Italia".

#### Nastro
La medaglia andava portata appesa al lato sinistro del petto con un nastro di seta largo 33 mmi, recante il tricolore italiano ripetuto per sei volte (diciotto righe verticali rosse, bianche e verdi).
Questo stesso nastro, ma con il verde a sinistra ed il rosso a destra, fu utilizzato per il distintivo per le fatiche di guerra poi trasformato nella medaglia commemorativa della guerra italo-austriaca 1915 – 18 che, sotto questo profilo, sono da considerare il proseguimento della serie di onorificenze commemorative delle lotte per l'indipendenza.
Il provvedimento istitutivo, che non consentiva di portare il nastro senza la medaglia, fu modificato con il regio decreto 29 luglio 1906, n. 470 che invece dava facoltà di portare il solo nastro.

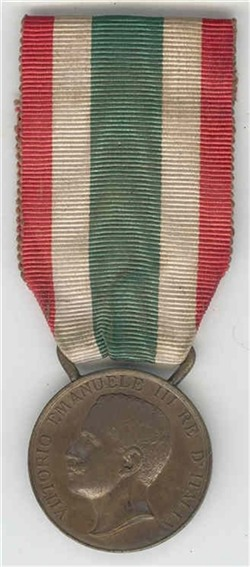
Diritto della medaglia.

#### Fascette
Per indicare la campagna militare per la quale era stata conferita la decorazione si applicava sul nastrino una o più fascette di argento, decorate ad alloro fruttato inframmezzato dall'incisione degli anni di campagna in cui si era prestato servizio: le barrette erano consentite per gli anni 1848, 1849, 1855-56, 1859, 1860-61, 1866, 1867, 1870.

## Umberto I di Savoia
Umberto I, per celebrare il Risorgimento e l'operato del padre, il pater patriae, istituì nuovamente la medaglia con regio decreto 26 aprile 1883, n. 1294, con il quale la conferì, in argento, a tutti coloro che avevano combattuto in almeno una delle guerre per l'Indipendenza e l'Unità d'Italia degli anni 1848, 1849, 1859, 1860-61, 1866, 1870 e nelle campagne d'Oriente negli anni 1855-56.
Inoltre poteva fregiarsi della nuova medaglia chi aveva preso parte alla spedizione di Sapri del 1857 o all'impresa dell'Agro Romano nel 1867; i titoli comprovanti tale partecipazione dovevano essere sottoposti all'esame di un'apposita Commissione, prevista dal provvedimento istitutivo e nominata nel 1883.
La medaglia doveva essere distribuita gratuitamente ai militari di bassa forza presenti in servizio nel 1883, per gli altri invece il prezzo d'acquisto dalla Regia Zecca di Roma era di lire 4,60.

### Insegne

#### Medaglia
La medaglia consiste in un disco d'argento del diametro di 32 mm che reca
sul dritto:l'effigie del sovrano a testa nuda, rivolto a sinistra, circondata sul bordo dalla legenda "Umberto I Re d'Italia". Su alcune versioni, in basso sul bordo, è presente la firma dell'incisore: "Speranza", oppure "L. Giorgi F.";
sul rovescio:al centro la scritta "Unità d'Italia 1848-1870" con attorno, sul bordo, una corona di alloro chiusa, legata in basso da un nodo a doppia voluta.

#### Nastro
Il nastro, largo 33 mm, reca il tricolore italiano: al centro una fascia verde di 11 mm con ai lati due fasce bianche di 5,5 mm ed ai bordi due rosse pure di 5,5 mm
Il provvedimento istitutivo, che non consentiva di portare il nastro senza la medaglia, fu modificato con il regio decreto 29 luglio 1906, n. 470 che invece dava facoltà di portare soltanto il nastro.

## Vittorio Emanuele III
Terminata la prima guerra mondiale con la conquista del Trentino e di Trieste, re Vittorio Emanuele III considerò compiuta la riunificazione della penisola sotto il Regno d'Italia e decise di "rifondare" la medaglia.
Fu così promulgato il regio decreto 19 gennaio 1922, n. 1229, con il quale estese l'autorizzazione a fregiarsi della medaglia istituita da re Umberto I con il regio decreto 26 aprile 1883, n. 1294, a tutti i combattenti ai quali era o sarebbe stata concessa la medaglia commemorativa della guerra 1915-1918 per il compimento dell’Unità d’Italia (quella "coniata nel bronzo nemico"), di cui al regio decreto 29 luglio 1920, n. 1241.
La nuova medaglia aveva dunque caratteristiche analoghe a quella del 1883, anche per quanto riguarda il concetto istitutivo; veniva cambiata l'effigie di re Umberto I con quella di re Vittorio Emanuele III, la datazione del periodo degli anni del compimento dell'Unità d'Italia, "1848-1918" invece di "1848-1870" ed il metallo, bronzo in luogo dell'argento.
L'autorizzazione si concretizzava in una sorta di francobollo, stampato dalla Casa Benvenuto Cellini (C B C), che veniva inviato dal Ministero della Guerra e che, per essere valida doveva essere « (...) applicata sul brevetto della medaglia della campagna 1915-1918».
Il decreto istitutivo è stato abrogato nel 2010.

### Insegne

#### Medaglia
La medaglia consiste in un disco di bronzo del diametro di 32 mm. recante
sul dritto:l'effigie del re a testa nuda, rivolto a sinistra, circondato sul bordo dalla legenda "Vittorio Emanuele III Re d'Italia"; sull'orlo in basso i nomi dell'incisore "Mario Nelli Inc." e del modellista "C. Rivalta Mod.".
sul rovescio:al centro la scritta "Unità d'Italia 1848-1918" con attorno, sul bordo, una corona di alloro chiusa, legata in basso da un nodo a doppia voluta; sotto il nodo la sigla del produttore: "C B C" (Casa Benvenuto Cellini).

#### Modello Associazione nazionale famiglie caduti e dispersi in guerra
Con regio decreto-legge del 19 ottobre 1922, n. 1362 venne deliberata la concessione esclusiva per la coniazione e vendita al prezzo di £. 3,50 all'Associazione nazionale madri e vedove dei caduti in guerra, trasformatasi nel 1932 in Associazione nazionale famiglie caduti in guerra.
Fu coniata una nuova versione della medaglia che differiva dalla precedente solo nella scritta sul rovescio, dove sotto la dicitura "Unità d'Italia 1848-1918" fu aggiunta la scritta "Ass. Naz. Madri e Vedove dei Caduti" oppure "Ass. Naz. Famiglie Caduti in Guerra".

#### Modello1848-1922
Una nuova versione della medaglia fu istituita con regio decreto 18 agosto 1940, n. 1375 che concesse l'autorizzazione a fregiarsi della medaglia istituita a ricordo dell'Unità d'Italia del 1883 a tutti coloro ai quali era stata concessa la medaglia commemorativa della spedizione di Fiume e quella per la marcia su Roma, a spese dei decorati interessati, con le seguenti modifiche rispetto alla medaglia originaria: sul recto, all'effige di re Umberto I fu sostituita con quella di re Vittorio Emanuele III così come la legenda: « Umberto I Re d'Italia » sostituita con quella di: « Vittorio Emanuele III Re d'Italia »; sul verso, la legenda « Unità d'Italia 1848-1870 » fu modificata in « Unità d'Italia 1848-1922 ».
Anche queste medaglie erano accompagnate da un'autorizzazione sotto forma di grosso francobollo da applicare sull'attestato della medaglia per la Marcia su Roma o su quello per la medaglia per la Impresa di Fiume.
Furono coniate dalla S.I.A.M. (Società italiana per l'arte della medaglia), ma non riportano alcuna sigla (conio muto).
Con legge 17 febbraio 1941, n. 169 anche la coniazione e la vendita di questa medaglia fu concessa in esclusiva all'Associazione nazionale famiglie caduti in guerra.
Anche il decreto istitutivo di questa medaglia fu abrogato a seguito dell'entrata in vigore del decreto legislativo n. 212 del 2010.

#### Varianti
Altre ditte, come la Stefano Johnson, produssero le medaglie in numerose varianti nelle dimensioni (mm 31, 32 o 33), nel disegno della testa del re, dei rami d'alloro, nelle diciture e nelle sigle.

#### Nastro
Il nastro, per tutte le tipologie di medaglie, era composto dal tricolore italiano: al centro una fascia verde di 13 mm con ai lati due fasce bianche di 6 mm e poi due rosse pure di 6 mm.